# Fritz Gajewski
Friedrich Gajewski, noto anche con lo pseudonimo di Fritz (Pillau, 13 ottobre 1885 – Amburgo, 2 dicembre 1965), è stato un imprenditore tedesco.

## Biografia
Durante la seconda guerra mondiale, fu presidente della IG Farben, azienda chimica tedesca, e direttore dell'Agfa, sua controllata. Arrestato dalla US Army il 5 Ottobre 1945, fu successivamente imputato in uno dei processi secondari di Norimberga e fu assolto.